# Rosángela Torres
Rosángela Torres – wenezuelska zapaśniczka w stylu wolnym. Zdobyła srebrny medal na igrzyskach Ameryki Środkowej i Karaibów w 2002. Panamerykańska mistrzyni juniorów z 2004 roku.